# Bevinamatti-S.Haveli, Bagalkot
Bevinamatti-S.Haveli là một làng thuộc tehsil Bagalkot, huyện Bagalkot, bang Karnataka, Ấn Độ.